# Jerzy Block
Część zawartości tej strony może naruszać prawa autorskie.
Tekst źródłowy prawdopodobnie pochodzi z:
filmpolski
1. Nie usuwaj tego szablonu. Zostanie on usunięty, jeżeli prawa autorskie tego artykułu zostaną wyjaśnione.
2. Jeżeli potrafisz, napisz artykuł tak, aby nie naruszał praw autorskich.
3. Jeżeli masz prawa autorskie do tej treści lub masz zgodę na publikację zgodną z naszą licencją, prosimy, napisz o tym na stronie dyskusji tego artykułu i na stronie Wikipedia:Lista NPA oraz zastosuj procedurę zamieszczania haseł wcześniej opublikowanych.
4. Artykuł zostanie usunięty, jeżeli status praw autorskich do zawartych w nim treści nie zostanie wyjaśniony.

Powielanie materiałów chronionych prawami autorskimi – bez zezwolenia właściciela tych praw – jest pogwałceniem obowiązującego prawa, jest też sprzeczne z ustaleniami Wikipedii. Osobom, które regularnie wstawiają takie materiały, może zostać odebrane uprawnienie edytowania Wikipedii.
Jerzy Block (ur. 20 marca 1904 w Grabicy, zm. 29 czerwca 1996 w Skolimowie) – polski aktor i reżyser teatralny.

## Życiorys
Jerzy Block urodził się 20 marca 1904 roku w Grabicy. Przez 3 lata studiował polonistykę na Uniwersytecie im. Stefana Batorego w Wilnie i równocześnie uczył się w Instytucie Reduty. Jako aktor występował na deskach wielu teatrów, m.in. Reduty w Wilnie (1927–1929), Teatru Miejskiego w Toruniu (1933–1934), kabaretów i teatrów warszawskich. W latach 1937–1939 studiował na wydziale reżyserskim PIST. Po zakończeniu II wojny światowej, w latach 1945–1948 był aktorem i reżyserem Miejskich Teatrów Dramatycznych w Warszawie. W sezonie 1949/1950 był w zespole Teatru Polskiego w Poznaniu, w sezonie 1950/1951 w Teatrze Nowej Warszawy w Warszawie, w sezonie 1951/1952 Teatrze Ziemi Pomorskiej w Toruniu. W latach 1952–1953 pracował w radiu w Warszawie, w latach 1953–1955 był aktorem warszawskiego Teatru Domu Wojska Polskiego, w latach 1955–1957 Teatru Polskiego. Na sezon 1957/58 został zaangażowany do Teatru im. Juliusza Osterwy w Lublinie. Od 1958 roku do czasu przejścia na emeryturę (w 1976 roku) występował w Teatrze Rozmaitości we Wrocławiu (od 1967 roku Teatr Współczesny). Ostatnie lata życia spędził w Schronisku Artystów Weteranów Scen Polskich w Skolimowie, w którym zmarł 29 czerwca 1996 roku. Został pochowany w kwaterze aktorów na miejscowym cmentarzu.

## Filmografia
| Filmy |                                     |                                              |                                                                                            |
| Rok   | Tytuł                               | Rola                                         | Uwagi                                                                                      |
| 1960  | Decyzja                             | aptekarz                                     |                                                                                            |
| 1961  | Ludzie z pociągu                    | zawiadowca Kaliński                          |                                                                                            |
| 1962  | Zerwany most                        | Dziarnik, ojciec Olgi i Aleksa               |                                                                                            |
| 1962  | Mężczyźni na wyspie                 | Król                                         |                                                                                            |
| 1963  | Skąpani w ogniu                     | stary osadnik                                | w napisach końcowych pod nazwiskiem Blok                                                   |
| 1965  | Salto                               | Stary                                        |                                                                                            |
| 1965  | Katastrofa                          | członek komisji powypadkowej                 | niewymieniony w napisach                                                                   |
| 1965  | Faraon                              | fellach                                      | w napisach końcowych pod nazwiskiem Blok                                                   |
| 1969  | Znaki na drodze                     | portier Kurek                                |                                                                                            |
| 1969  | Jak rozpętałem drugą wojnę światową | zawiadowca Bolek                             | część 1 pt. „Ucieczka”; rola dubbingowana przez Zygmunta Zintela, niewymieniony w napisach |
| 1969  | Czerwone i złote                    | Szłapa                                       |                                                                                            |
| 1970  | Pierścień księżnej Anny             | jeniec krzyżacki                             |                                                                                            |
| 1971  | Zaraza                              | chory skierowany do Wilkonia                 |                                                                                            |
| 1972  | Na wylot                            | staruszek                                    |                                                                                            |
| 1973  | Godzina szczytu                     | podwładny Maksymowicza poszukujący trumny    |                                                                                            |
| 1974  | To ja zabiłem                       | świadek Wysocki, sąsiad Morawskiego          |                                                                                            |
| 1974  | Linia                               | starszy mężczyzna podwieziony przez Gorczyna |                                                                                            |
| 1975  | Opadły liście z drzew               | chłop, sąsiad Jamorskiego                    |                                                                                            |
| 1976  | Zofia                               | pensjonariusz domu starców                   |                                                                                            |
| 1976  | Za rok, za dzień, za chwilę...      | Anglik na statku                             |                                                                                            |
| 1981  | Znachor                             | magistracki urzędnik Kundejko                |                                                                                            |
| 1981  | Spokojne lata                       | prezes                                       |                                                                                            |
| 1981  | Konopielka                          | „Tatko” – Józef Bartoszewicz, ojciec Kaziuka |                                                                                            |
| 1981  | Karabiny                            | chłop na zebraniu                            |                                                                                            |
| 1982  | Prognoza pogody                     | pensjonariusz                                |                                                                                            |
| 1983  | Na odsiecz Wiedniowi                | Husein Pasza                                 | film dokumentalny                                                                          |
| 1983  | Fort 13                             | kamerdyner                                   |                                                                                            |
| 1984  | Szaleństwa panny Ewy                | Paweł, służący Mudrowicza                    |                                                                                            |
| 1984  | Miłość z listy przebojów            | ksiądz                                       |                                                                                            |
| 1985  | Siekierezada                        | maszynista Bartoszko                         |                                                                                            |
| 1985  | Kronika wypadków miłosnych          | dziadek Witka                                |                                                                                            |
| 1985  | Dziewczęta z Nowolipek              | śpiewak w pociągu                            |                                                                                            |
| 1986  | Nad Niemnem                         | dziadek Jadwigi Domontówny                   |                                                                                            |
| 1987  | Kocham kino                         | pan Jerzy, zawiadowca stacji                 |                                                                                            |

| Produkcje telewizyjne |                                     |                                              |                                                                           |
| Rok                   | Tytuł                               | Rola                                         | Uwagi                                                                     |
| 1968                  | Stawka większa niż życie            | „Oskar”, łącznik Klossa                      | serial telewizyjny, odcinek: 12; niewymieniony w napisach                 |
| 1969                  | Co jest w człowieku w środku        | kierownik szkoły                             | film telewizyjny                                                          |
| 1972                  | Fortuna                             | staruszek, właściciel paszportu              | film telewizyjny                                                          |
| 1973                  | Pies                                | przewodniczący rady lokatorów                | film telewizyjny, niewymieniony w napisach                                |
| 1975                  | Bielszy niż śnieg                   | pisarz                                       | film telewizyjny                                                          |
| 1976                  | Faust                               | staruszek                                    | spektakl telewizyjny                                                      |
| 1976                  | Długa noc poślubna                  | staruszek grający w szachy                   | film telewizyjny                                                          |
| 1979                  | Biała gorączka                      | Samodur, ojciec Romana                       | film telewizyjny                                                          |
| 1980                  | Samotnik                            | Ojciec                                       | spektakl telewizyjny                                                      |
| 1980                  | Droga                               | chłop Bartłomiej Kuś                         | film telewizyjny                                                          |
| 1981                  | Ślepy bokser                        | Pietrończyk                                  | film telewizyjny                                                          |
| 1981                  | Najdłuższa wojna nowoczesnej Europy | Nowak, pacjent Marcinkowskiego               | serial telewizyjny, odcinek: 2                                            |
| 1982                  | Popielec                            | Cuksfirer                                    | serial telewizyjny, odcinki: 1, 2, 3                                      |
| 1983                  | Szaleństwa Panny Ewy                | Paweł, służący Mudrowicza                    | serial telewizyjny, odcinek: 2                                            |
| 1985                  | Tętno                               | współlokator Adolfa                          | film telewizyjny                                                          |
| 1986                  | Słońce w gałęziach                  | dziadek w szpitalu                           | film telewizyjny                                                          |
| 1986                  | Nad Niemnem                         | dziadek Jadwigi Domontówny                   | serial telewizyjny                                                        |
| 1987                  | Śmieciarz                           |                                              | serial telewizyjny, odcinek: 4; w napisach końcowych pod nazwiskiem Bloch |
| 1987                  | Sami dla siebie                     | sąsiad Agaty                                 | film telewizyjny                                                          |
| 1987                  | Rzeka kłamstwa                      | nocny stróż w sadzie                         | serial telewizyjny, odcinki: 4, 5                                         |
| 1987                  | Dom                                 | mężczyzna na losowaniu nagród rzeczowych PKO | serial telewizyjny, odcinek: 12                                           |